# Сандуляк Микола Мілітович
Микола Мілітович Сандуляк (19 грудня 1932 — ?) — український радянський діяч, новатор сільськогосподарського виробництва, голова колгоспу імені Шевченка села Іспас Вижницького району Чернівецької області. Кандидат у члени ЦК КПУ в 1986—1990 роках.

## Життєпис
У 1970—1980-х роках — голова колгоспу імені Шевченка села Іспас Вижницького району Чернівецької області.
Член КПРС. Делегат XXVII з'їзду Комуністичної партії України (1986).
Потім — на пенсії в селі Іспас Вижницького району Чернівецької області.

## Нагороди
- орден Жовтневої Революції;
- орден Знак Пошани;
- медалі.